# Condado de Muhlenberg
El condado de Muhlenberg (en inglés: Muhlenberg County), fundado en 1798, es uno de 120 condados del estado estadounidense de Kentucky. En el año 2000, el condado tenía una población de 31,839 habitantes y una densidad poblacional de 26 personas por km². La sede del condado es Bardstown.

## Geografía
Según la Oficina del Censo, el condado tiene un área total de 1241 km² (479,2 mi²), de la cual 1230 km² (474,9 mi²) es tierra y 13 km² (5 mi²) (0.98%) es agua.

### Condados adyacentes
- Condado de McLean (norte)
- Condado de Ohio (noreste)
- Condado de Butler (este)
- Condado de Logan (sureste)
- Condado de Todd (sur)
- Condado de Christian (suroeste)
- Condado de Hopkins (oeste)

## Demografía
Según la Oficina del Censo en 2000, los ingresos medios por hogar en el condado eran de $28,566, y los ingresos medios por familia eran $33,513. Los hombres tenían unos ingresos medios de $29,952 frente a los $18,485 para las mujeres. La renta per cápita para el condado era de $14,798. Alrededor del 19.70% de la población estaban por debajo del umbral de pobreza.

## Localidades
- Bremen
- Central City
- Drakesboro
- Greenville
- Powderly
- South Carrollton
- Graham